# 四酸素
四酸素（しさんそ）、またはテトラオキシジェン (Tetraoxygen) とは、分子式が O4 と表される酸素の同素体である。1924年ギルバート・ルイスが、液体酸素がキュリーの法則に従わない理由の説明として提案したとされる。安定ではないが、計算化学では液体酸素中で逆スピン同士の酸素分子 O2 が一組になった状態で、一時的に O4 分子が存在する可能性があることが分かっている。1999年には、研究者によってε 相（10 GPa 以上の圧力）の固体酸素中に存在すると予想されたが、2006年にX線回折によってε-酸素中に存在する分子は O4ではなく、O8（八酸素）であることが示された。しかし、質量分析法では O4 が短命な化学種として検出されている。

## 遊離分子
理論計算では、三フッ化ホウ素のような3つの酸素原子が1つの酸素原子に結合している平面三角形構造と、シクロブタンのような少し歪んだ四角形構造の、2つの異なる準安定状態の O4 分子の存在が予測された。
2001年にローマ・ラ・サピエンツァ大学のチームが、遊離 O4 分子の構造を測定するために中性化再イオン化質量分析を行った。この結果では、遊離 O4 分子の構造は提案された2つの分子構造とは一致しなかったが、基底状態と特定の励起状態にある、O2 分子2つの複合体だと確認された。